# Estrella del sur (película de 2002)
Estrella del sur es una película uruguaya de 2002, coproducida por Francia, España y Argentina. Dirigida por Luis Nieto, es un drama de acción y suspenso protagonizado por Jean Pierre Noher, Margarita Musto, Roger Casamajor, Julia Castagno, Laura Schneider y Marina Glezer.

## Sinopsis
Gregorio es un tupamaro exiliado en España que ha vuelto a Uruguay. Aún no ha revelado su secreto: en el sitio donde hoy pretende construir la casa para su familia hay enterradas armas y municiones de su pasado guerrillero.

## Protagonistas
- Jean Pierre Noher (Gregorio Gamboa)
- Margarita Musto (Mercedes)
- Roger Casamajor
- Julia Castagno
- Laura Schneider
- Marina Glezer
- Emiliano Lozano
- Mariana Lucía